# Кіззуватна
38° пн. ш. 36° сх. д. / 38° пн. ш. 36° сх. д.

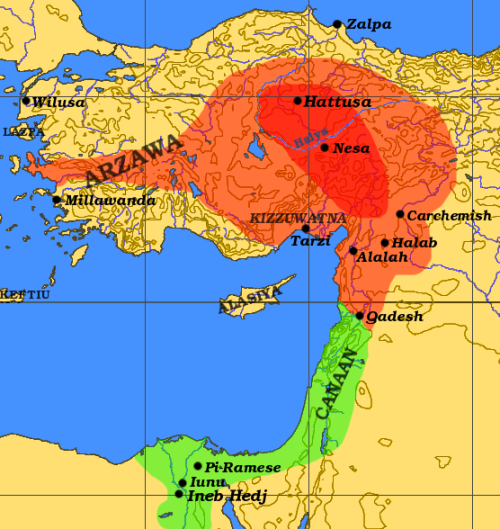
Кіццуватна та її місцезнаходження близько 1300 р. до н. е.

Кіззуватна, або Кіццуватна — (Kizzuwatna або Kizzuwadna) назва анатолійського царства в 2 тис. році до н. е. Воно знаходилось в горах південно-східної Анатолії, поблизу затоки Іскендерун в сучасній Туреччині і було оточене горами Тавр і річкою Джейхан. Центром царства було місто Кумманні, розташоване в гірській місцевості. Є здогадки, що в середині XIV століття Киццуватна була захоплена хеттами і перестала існувати.
Історія цього царства відома в зв'язку з історією Хеттського царства.

## Правителі Кіццуватни
- Парійаватрі (Паріяватріс)
- Ішпутахшу (Спутахсус), син (бл. 1560 — 1535) (сучасник хеттського царя Телепінуса)
- Паддатішу (Паттатіссус) (1535 — 1515)
- Ехейа (Ехеяс) (бл. 1515 — 1500)
- Піллійа (Пілліяс) (бл. 1500 — 1475)
- Шунашшура (Сунассарас) I (бл. 1475 — 1450), сучасник хеттського царя Суппілуліумаса I
- Талцуш (Талзу, Талцус), син (бл. 1425)
- Шунашшура (Сунассарас) II (бл. 1400), сучасник хеттського царя Тутхаліяса II

завоювання хеттського царя Арнувандаса I (бл. 1380 до н. е.)
- Кантуцілліс («санга»)
- Телепінус (бл. 1340)